# شاين ستانلي
شاين ستانلي (بالإنجليزية: Shane Stanley)‏ هو منتج أفلام وكاتب ومخرج أمريكي، ولد في 15 يونيو 1971 في إنسينو ‏ في الولايات المتحدة.

## وصلات خارجية
- شاين ستانلي على موقع IMDb (الإنجليزية)
- شاين ستانلي على موقع ألو سيني (الفرنسية)
- شاين ستانلي على موقع أول موفي (الإنجليزية)
- شاين ستانلي على موقع قاعدة بيانات الأفلام السويدية (السويدية)
- شاين ستانلي على موقع قاعدة بيانات الفيلم (الإنجليزية)
- شاين ستانلي على موقع كينوبويسك (الروسية)